# 瓦尔焦耶
瓦尔焦耶（義大利語：Valgioie），是意大利都灵省的一个市镇。总面积9平方公里，人口932人，人口密度103.6人/平方公里（2009年）。ISTAT代码为001285。